# محمد بن إبراهيم ابن الشهيد
محمد بن إبراهيم بن محمد ابن الشهيد (728 - 793 ه‍ = 1328 - 1391 م)، أبو الفتح، فتح الدين محمد بن محمد بن أبي بكر بن إبراهيم بن الشهيد، كاتب السر بالشام. له علم بالتفسير والأدب، ونظم ونثر. أصله من نابلس (بفلسطين) ومولده بالرملة.

## نشأته
محمد بن إبراهيم ابن الشهيد أصله من نابلس (بفلسطين) ومولده بالرملة، عام 1328م، اشتهر في دمشق، وكتب بها في ديوان الإنشاء. ثم صار صاحب الديوان، مع ولاية مشيخة الشيوخ. وجرت له محنة اختفى بسببها مدة نظم فيها «السيرة النبوية» لابن سيد الناس، في بضعة عشر ألف بيت، مع زيادات وسماها «الفتح القريب في سيرة الحبيب -» القطعة الأخيرة منها، في الظاهرية بدمشق، الجزءان الأول والأخير منها في الظاهرية بدمشق، ومنها مجلدان في خزانة حسن حسني عبد الوهاب، بتونس، والمجلد الثاني في خزانة الرباط (44 أوقاف) وجزء في شستربتي (5116) قال ابن حجر:
«دلت على سعة باعه في العلم، وحدث بها في القاهرة: ومات بظاهر القاهرة، مقتولا بسيف السلطان».

## مؤلفاته
- الفتح القريب في سيرة الحبيب[2]

ويقول في بعض أبيات الفتح القريب في سيرة الحبيب:
ذكر امور بعد مرجع الرسول * من بدر في ذاك العام ياتي في فصول
قال بن مسعود والخمس ان بقين * من رمضان بعد عود المسلمين
كان إمام خطمة والقارئ * فيهم عمرو بن عدي الأنصاري
أولهم يومئذ إسلامًا  * وخير ال خطمة مقامًا
وكان مكفوفًا ضرير البصر * وقلبه مثل السراج النير
وكان في خطمة بنت مروان * عصماء ذات كذب وبهتان
زوج يزيد بن يزيد الخطمي * لسانها فيه لعاب السُم
تؤذي النبي بالهجا وتُعيب * من الذين أمنو وتستغيب
ومنها:
القول في الفتح القريب الأول * هو المراد بالقران المنزل
وكيف كان أمره وشانُ * في سورة الفتح له بيانُ